# Élixir parégorique
L'Élixir parégorique est un ancien médicament antidiarrhéique à base d'opium, dénommé également teinture d'opium benzoïque ou teinture d'opium camphrée.

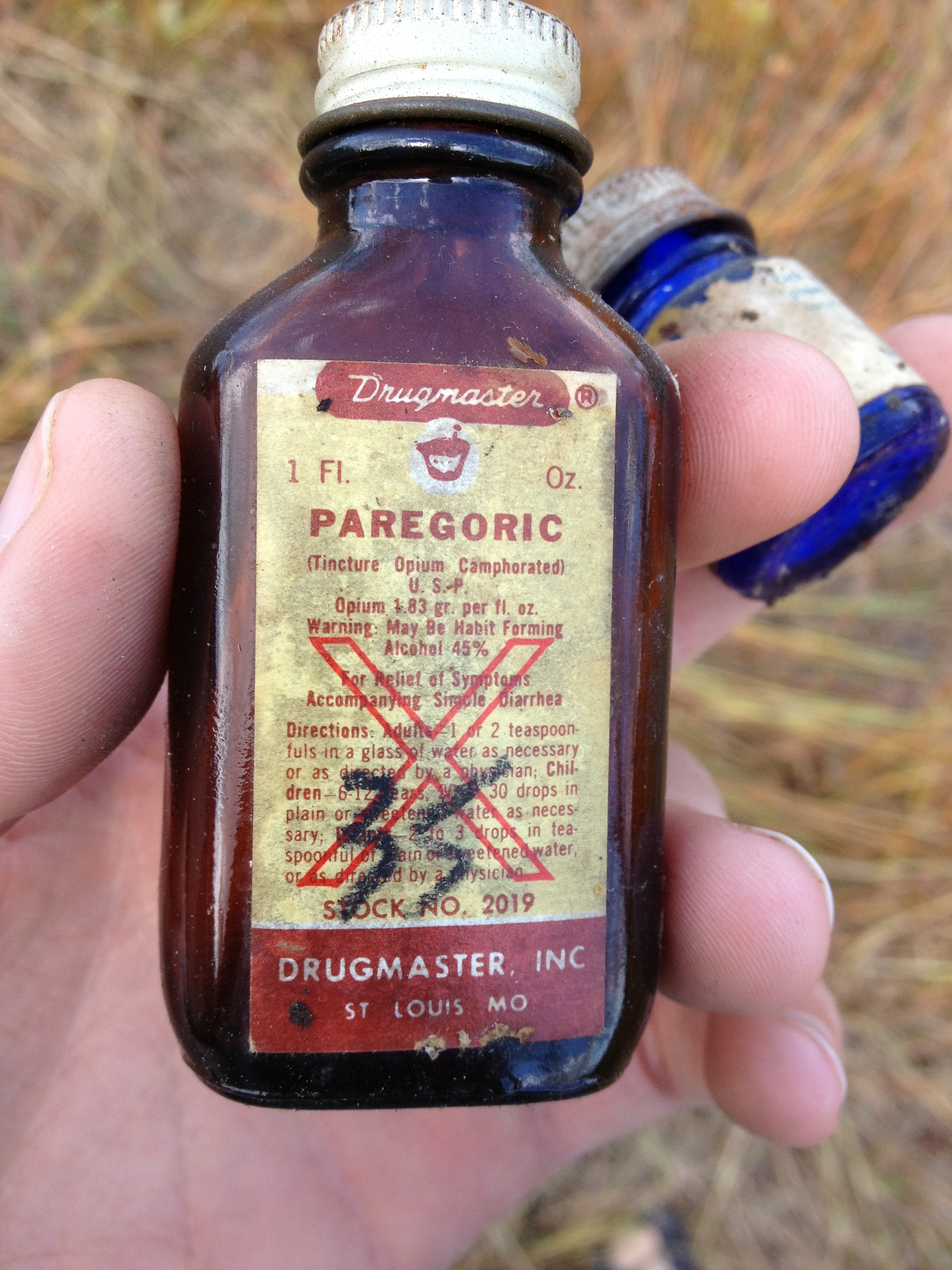
Un ancien flacon américain d'élixir parégorique.

## Action antidiarrhéique
Les antidiarrhéiques morphiniques diminuent les sécrétions digestives, ce qui ralentit le transit et constitue un traitement palliatif des diarrhées aiguës et chroniques. Ils ne dispensent pas d'un traitement étiologique éventuel : anti-infectieux, antifongique. 
Actuellement, la poudre d'opium est remplacée par des morphiniques de synthèse, dérivés de la phényl-pipéridine, que sont le diphénoxylate et le lopéramide, à ne pas prescrire avant l'âge de deux ans.

## Sevrage du nourrisson de mère dépendante aux opiacés
L'élixir parégorique  est également utilisé dans cette indication, lorsqu'il s'agit de proposer un sevrage progressif au bébé nouveau-né de mère dépendante aux opiacés. Différents protocoles de décroissance des doses sur quelques jours existent.